# Élections municipales de 2020 en Haute-Savoie
Les élections municipales de 2020 en Haute-Savoie étaient prévues les 15 et 22 mars 2020. Comme dans le reste de la France, le second tour est reporté au 28 juin 2020 en raison de la propagation du coronavirus (Covid-19).
Les résultats concernent les seules communes de plus de 5 000 habitants.

## Maires sortants et maires élus
Le scurtin est marqué par une stabilité politique relative. La gauche échoue à récupérer Cruseilles et Saint-Julien-en-Genevois, perdues au scrutin précédent. Hormis un succès Faverges-Seythenex, elle poursuit son érosion en perdant Etrembières, Monnetier-Mornex et Publier, Saint-Jeoire et Taninges. Les écologistes parviennent néanmoins à remporter Annecy, le chef-lieu du département, et enregistrent un succès La Roche-sur-Foron. Majoritaire dans le département, la droite est néanmoins battue à Amancy, Arâches-la-Frasse, Armoy, Arthaz-Pont-Notre-Dame, Beaumont, Bons-en-Chablais, Chavanod, Contamine-sur-Arve, Les Contamines-Montjoie, Cusy, Dingy-Saint-Clair, Frangy, Gaillard, Habère-Lulin, Habère-Poche, Les Houches, Loisin, Magland, Massongy, Orcier, Saint-Jean-de-Tholome, Samöens, Talloires-Montmin, Veyrier-du-Lac et Viry face à des candidats sans étiquette. Les centristes connaissent un bilan mitigé eux aussi. Défaits à Archamps et Réignier-Esery, ils parviennent à ravir Doussard, Douvaine et Marignier à la droite.
| Commune                  | Population | Maire sortant              | Parti | Maire élu                  | Parti   |
| ------------------------ | ---------- | -------------------------- | ----- | -------------------------- | ------- |
| Annecy                   | 134 900    | Jean-Luc Rigaut            | UDI   | François Astorg            | DVE     |
| Abondance                | 1 450      | Paul Girard-Despraulex     | DVD   | Paul Girard-Despraulex     | DVD     |
| Alby-sur-Chéran          | 2 665      | Jean-Claude Martin         | DVG   | Jean-Claude Martin         | DVG     |
| Alex                     | 1 106      | Catherine Haueter          | DVD   | Catherine Haueter          | DVD     |
| Allinges                 | 4 767      | François Deville           | DVD   | François Deville           | DVD     |
| Allonzier-la-Caille      | 2 182      | Jean-Pierre Cauquoz        | SE    | Jean-Pierre Cauquoz        | SE      |
| Amancy                   | 2 719      | Patrick Rosnoblet          | DVD   | Dominique Doldo            | SE      |
| Ambilly                  | 6 014      | Guillaume Mathelier        | PS    | Guillaume Mathelier        | PS      |
| Annemasse                | 37 845     | Christian Dupessey         | PS    | Christian Dupessey         | PS      |
| Anthy-sur-Léman          | 2 421      | Jean-Louis Baur            | DVD   | Isabelle Asni-Duchêne      | SE      |
| Arâches-la-Frasse        | 1 814      | Marc Iochum                | DVD   | Jean-Paul Constant         | SE      |
| Arbusigny                | 1 135      | Régine Remillon            | DVD   | Régine Remillon            | DVD     |
| Archamps                 | 2 621      | Xavier Pin                 | UDI   | Anne Riesen                | SE      |
| Arenthon                 | 1 888      | Chantal Coudurier          | SE    | Chantal Coudurier          | SE      |
| Argonay                  | 3 508      | Gilles François            | Cap21 | Gilles François            | Cap21   |
| Armoy                    | 1 398      | Daniel Chaussée            | DVD   | Patrick Bernard            | SE      |
| Arthaz-Pont-Notre-Dame   | 1 646      | Alain Ciabattini           | DVD   | Régine Mayoraz             | SE      |
| Ayse                     | 2 225      | Jean-Pierre Mermin         | DVD   | Jean-Pierre Mermin         | DVD     |
| Ballaison                | 1 495      | Christophe Songeon         | DVD   | Christophe Songeon         | DVD     |
| Le Balme-de-Sillingy     | 5 119      | François Daviet            | DVD   | Séverine Mugnier           | DVD     |
| Beaumont                 | 3 045      | Christian Etchart          | DVD   | Marc Genoud                | SE      |
| Bellevaux                | 1 275      | Jean-Louis Vuagnoux        | UDI   | Jean-Louis Vuagnoux        | UDI     |
| Bernex                   | 1 407      | Pierre-André Jacquier      | SE    | Pierre-André-Jacquier      | SE      |
| Boëge                    | 1 870      | Jean-Paul Musard           | SE    | Fabienne Scherrer          | SE      |
| Bogève                   | 1 128      | Patrick Chardon            | LR    | Patrick Chardon            | LR      |
| Bonne                    | 3 246      | Yves Cheminal              | DVD   | Yves Cheminal              | DVD     |
| Bonneville               | 12 511     | Stéphane Valli             | LR    | Stéphane Valli             | LR      |
| Bons-en-Chablais         | 5 806      | Patrice Bénéziat           | DVD   | Olivier Jacquier           | SE      |
| Brenthonne               | 1 103      | Michel Burgnard            | SE    | Michel Burgnard            | SE      |
| Cernex                   | 1 109      | Vincent Tissot             | SE    | Vincent Tissot             | SE      |
| Cervens                  | 1 237      | Gil Thomas                 | FG    | Gil Thomas                 | FG      |
| Chamonix-Mont-Blanc      | 9 019      | Eric Fournier              | UDI   | Eric Fournier              | UDI     |
| Champanges               | 1 160      | Renato Gobber              | DVD   | Renato Gobber              | DVD     |
| Charvonnex               | 1 454      | Jean-François Gimbert      | DVD   | Jean-François Gimbert      | DVD     |
| Châtel                   | 1 219      | Nicolas Rubin              | LR    | Nicolas Rubin              | LR      |
| Châtillon-sur-Cluses     | 1 190      | Bernard Cartier            | SE    | Cyril Cathelineau          | SE      |
| Chavanod                 | 2 803      | René Desille               | DVD   | Franck Bogey               | SE      |
| Chens-sur-Léman          | 2 877      | Pascale Moriaud-Billod     | DVD   | Pascale Moriaud-Billod     | DVD     |
| Chilly                   | 1 577      | Emmanuel Georges           | UDI   | Emmanuel Georges           | UDI     |
| Choisy                   | 1 683      | Bernard Seigle             | SE    | Yves Guillote              | SE      |
| Clarafond-Arcine         | 1 063      | Sylvie Taragon             | SE    | Sylvie Taragon             | SE      |
| La Clusaz                | 1 706      | Didier Thévenet            | SE    | Didier Thévenet            | SE      |
| Cluses                   | 16 976     | Jean-Philippe Mas          | LR    | Jean-Paul Mas              | LR      |
| Collonges-sous-Salève    | 4 096      | Georges Etallaz            | DVD   | Valérie Thoret-Mairesse    | DVD     |
| Combloux                 | 2 109      | Jean Bertoluzzi            | DVD   | Claude Chambel             | DVD     |
| Contamine-sur-Arve       | 2 256      | Serge Savoini              | DVD   | Aline Watt-Chevallier      | SE      |
| Les Contamines-Montjoie  | 1 107      | Etienne Jacquet            | DVD   | François Barbier           | SE      |
| Copponex                 | 1 243      | Julian Martinez            | SE    | Julian Martinez            | SE      |
| Cornier                  | 1 385      | Gilbert Allard             | SE    | Michel Roux                | SE      |
| Cranves-Sales            | 7 069      | Bernard Boccard            | LR    | Bernard Boccard            | LR      |
| Cruseilles               | 4 665      | Daniel Bouchet             | DVD   | Sylvie Mermillod           | DVD     |
| Cusy                     | 1 843      | Serge Petit                | DVD   | Patricia Mermoz            | SE      |
| Cuvat                    | 1 584      | Dominique Batonnet         | SE    | Julia Montcouquiol         | SE      |
| Dingy-Saint-Clair        | 1 445      | Laurence Audette           | DVD   | Laurence Audette           | SE      |
| Domancy                  | 2 236      | Serge Revenaz              | DVD   | Serge Revenaz              | DVD     |
| Doussard                 | 3 626      | Michèle Lutz               | LR    | Michel Coutin              | DVC     |
| Douvaine                 | 6 688      | Jean-François Baud         | DVD   | Claire Chuinard            | DVC     |
| Duingt                   | 1 020      | Marc Rollin                | SE    | Marc Rollin                | SE      |
| Epagny-Metz-Tessy        | 8 271      | Roland Daviet              | DVD   | Roland Daviet              | DVD     |
| Etaux                    | 2 032      | David Ratsimba             | DVD   | David Ratsimba             | DVD     |
| Etrembières              | 2 612      | Alain Blosson              | DVG   | Anny Martin                | SE      |
| Evian-les-Bains          | 9 117      | Josiane Lei                | LR    | Josiane Lei                | LR      |
| Execenevex               | 1 231      | Pierre Fillon              | DVD   | Chrystelle Beurrier        | DVD     |
| Faverges-Seythenex       | 7 814      | Marcel Cattaneo            | DVD   | Jacques Dalex              | DVG     |
| Feigères                 | 1 791      | Guy Roguet                 | SE    | Myriam Grats               | SE      |
| Fessy                    | 1 026      | Patrick Condevaux          | SE    | Patrick Condevaux          | SE      |
| Féternes                 | 1 461      | Patricia Vanderbrecht      | SE    | Maxime Julliard            | SE      |
| Fillière                 | 9 781      | Christian Anselme          | DVD   | Christian Anselme          | DVD     |
| Fillinges                | 3 525      | Bruno Forel                | DVD   | Bruno Forel                | UDI     |
| Frangy                   | 2 047      | Bernard Revillon           | DVD   | David Banant               | SE      |
| Gaillard                 | 10 350     | Jean-Paul Bosland          | DVD   | Antoine Blouin             | SE      |
| Les Gets                 | 1 224      | Henri Anthonioz            | DVD   | Henri Anthonioz            | DVD     |
| Glières-Val-de-Borne     | 1 828      | Marc Chuard                | DVD   | Christophe Fournier        | LR      |
| Le Grand-Bornand         | 2 082      | André Perrillat-Amédé      | DVD   | André Perrillat-Amédé      | DVD     |
| Groisy                   | 3 936      | Henri Chaumontet           | DVD   | Henri Chaumontet           | DVD     |
| Gruffy                   | 1 508      | Marie-Luce Perdrix         | DVD   | Marie-Luce Perdrix         | DVD     |
| Habère-Lulin             | 1 062      | Marielle Duret             | LR    | Laurent Desbiolles         | SE      |
| Habère-Poche             | 1 476      | Marc Bron                  | LR    | Vincent Letondal           | SE      |
| Hauteville-sur-Fier      | 1 045      | Roland Lombart             | LREM  | Roland Lombart             | LREM    |
| Les Houches              | 3 177      | Maurice Désailloud         | DVD   | Ghislaine Bossonney        | SE      |
| Larringes                | 1 584      | Jean-René Bouron           | DVD   | Jean-René Bouron           | DVD     |
| Lathuile                 | 1 018      | Hervé Bourne               | DVD   | Hervé Bourne               | DVD     |
| Loisin                   | 1 647      | Dominique Bonazzi          | DVD   | Laetitia Venner            | SE      |
| Lovagny                  | 1 271      | Henri Carelli              | DVD   | Henri Carelli              | DVD     |
| Lucinges                 | 1 594      | Jean-Luc Soulat            | DVG   | Jean-Luc Soulat            | DVG     |
| Lugrin                   | 2 511      | Jacques Burnet             | LR    | Jacques Burnet             | LR      |
| Lyaud                    | 1 745      | Joseph Deage               | DVD   | Joseph Deage               | DVD     |
| Machilly                 | 1 104      | Jacques Bouvard            | SE    | Pauline Plagnat-Cantoreggi | SE      |
| Magland                  | 3 266      | René Pouchot               | DVD   | Johann Ravailler           | SE      |
| Marcellaz                | 1 067      | Bernard Chapuis            | SE    | Luc Patois                 | SE      |
| Marcellaz-Albanais       | 1 977      | Jean-Pierre Lacombe        | DVD   | Jean-Pierre Lacombe        | DVD     |
| Margencel                | 2 235      | Jean-Pierre Rambicur       | SE    | Patrick Bondaz             | SE      |
| Marignier                | 6 333      | Bertrand Mauris-Demourioux | LR    | Christophe Pery            | DVC     |
| Marin                    | 1 885      | Pascal Chessel             | DVG   | Pascal Chessel             | DVG     |
| Marlioz                  | 1 067      | Bruno Penasa               | SE    | Vincent Dutoit             | SE      |
| Marnaz                   | 5 735      | Chantal Vannson            | DVD   | Chantal Vannson            | DVD     |
| Massongy                 | 1 540      | François Rouillard         | DVD   | Sandrine Grillet-Deturche  | SE      |
| Maxilly-sur-Léman        | 1 451      | Daniel Magnin              | DVD   | Daniel Magnin              | DVD     |
| Megève                   | 2 999      | Catherine Jullien-Breches  | DVD   | Catherine Jullien-Breches  | LR      |
| Menthon-Saint-Bernard    | 1 884      | Antoine de Menthon         | LR    | Antoine de Menthon         | LR      |
| Menthonnex-en-Bornes     | 1 097      | Guy Demolis                | DVD   | Guy Demolis                | DVD     |
| Messery                  | 2 164      | Serge Bel                  | UDI   | Serge Bel                  | UDI     |
| Mieussy                  | 2 461      | Régis Forestier            | DVD   | Régis Forestier            | DVD     |
| Minzier                  | 1 043      | Bernard Chassot            | SE    | Jérémie Courlet            | SE      |
| Monnetier-Mornex         | 2 332      | Philippe Maume             | DVG   | Raphaël Cesana             | SE      |
| Morzine                  | 2 690      | Gérard Berger              | SE    | Fabien Trombert            | SE      |
| La Muraz                 | 1 059      | Nadine Perinet             | DVD   | Nadine Perinet             | DVD     |
| Nangy                    | 1 629      | Pascal Briffod             | DVD   | Laurent Favre              | SE      |
| Nâves-Parmelan           | 1 003      | Christophe Poncet          | SE    | Christophe Poncet          | SE      |
| Neuvecelle               | 3 192      | Anne-Cécile Violland       | DVD   | Anne-Cécile Violland       | DVD     |
| Neydens                  | 2 271      | Carole Vincent             | SE    | Carole Vincent             | SE      |
| Onnion                   | 1 280      | Yvon Berthier              | SE    | Allain Berthier            | SE      |
| Orcier                   | 1 053      | Thérèse Baud               | DVD   | Catherine Martinerie       | SE      |
| Passy                    | 11 350     | Patrick Kollibay           | LR    | Raphaël Castera            | DVG     |
| Peillonnex               | 1 371      | Daniel Toletti             | SE    | Christian Raimbault        | SE      |
| Perrignier               | 1 875      | Claude Manillier           | DVD   | Claude Manillier           | DVD     |
| Pers-Jussy               | 3 145      | Louis Favre                | DVD   | Isabelle Roguet            | SE-DVD  |
| Poisy                    | 8 522      | Pierre Bruyère             | LR    | Pierre Bruyère             | LR      |
| Praz-sur-Arly            | 1 245      | Yann Jaccaz                | DVD   | Yann Jaccaz                | DVD     |
| Présilly                 | 1 053      | Nicolas Duperret           | DVD   | Nicolas Duperret           | DVD     |
| Publier                  | 7 499      | Gaston Lacroix             | DVG   | Jacques Grandchamp         | DVD     |
| Quintal                  | 1 265      | Patrick Bosson             | LR    | Patrick Bosson             | LR      |
| Réignier-Esery           | 8 349      | Jean-François Ciclet       | UDI   | Christelle Petex-Levet     | LR      |
| La Roche-sur-Foron       | 11 155     | Sébastien Maure            | DVD   | Jean-Claude Georget        | DVE     |
| Rumilly                  | 15 944     | Pierre Bechet              | LR    | Christian Heison           | DVD     |
| Saint-Cergues            | 3 682      | Gabriel Doublet            | MoDem | Gabriel Doublet            | UDI     |
| Saint-Félix              | 2 425      | Alain Bauquis              | DVD   | Alain Bauquis              | DVD     |
| Saint-Gervais-les-Bains  | 5 606      | Jean-Marc Peillex          | DVD   | Jean-Marc Peillex          | DVD-UDI |
| Saint-Jean-d'Aulps       | 1 580      | Patrick Cottet-Dumoulin    | SE    | William Chalençon          | SE      |
| Saint-Jean-de-Sixt       | 1 486      | Pierre-Joseph Recour       | SE    | Didier Lathuille           | SE      |
| Saint-Jean-de-Tholome    | 1 079      | Christine Chaffard         | DVD   | Sabrina Bertrand-Ancel     | SE      |
| Saint-Jeoire             | 3 426      | Nelly Noël-Sandrin         | DVG   | Antoine Valentin           | LR      |
| Saint-Jorioz             | 6 151      | Michel Beal                | DVD   | Michel Beal                | DVD     |
| Saint-Julien-en-Genevois | 15 739     | Antoine Vielliard          | MoDem | Véronique Lecauchois       | DIV     |
| Saint-Paul-en-Chablais   | 2 522      | Bruno Gillet               | UDI   | Bruno Gillet               | UDI     |
| Saint-Pierre-en-Faucigny | 7 333      | Marin Gaillard             | DVD   | Marin Gaillard             | DVD     |
| Saint-Sixt               | 1 017      | Jean-Claude Harmand        | DVD   | Jean-Claude Harmand        | DVD     |
| Sales                    | 2 152      | Pierre Blanc               | SE    | Yohann Tranchant           | SE      |
| Sallanches               | 16 986     | Georges Morand             | LR    | Georges Morand             | LR      |
| Samoëns                  | 2 380      | Jean-Jacques Grandcollot   | LR    | Jean-Charles Mogenet       | SE      |
| Scientrier               | 1 164      | Daniel Barbier             | SE    | Daniel Barbier             | SE      |
| Sciez                    | 6 375      | Jean-Luc Bidal             | LR    | Cyril Démolis              | DVD     |
| Scionzier                | 8 944      | Maurice Gradel             | DVD   | Stéphane Pépin             | DVD     |
| Servoz                   | 1 068      | Nicolas Evrard             | DVG   | Nicolas Evrard             | DVG     |
| Sevrier                  | 4 151      | Jacques Rey                | UDI   | Bruno Lyonnaz              | DVD     |
| Seyssel                  | 2 353      | Gilles Pilloux             | DVD   | Gérard Lambert             | DVD     |
| Sillingy                 | 5 619      | Yvan Sonnerat              | DVD   | Yvan Sonnerat              | DVD     |
| Talloires-Montmin        | 1 924      | Jean Favrot                | LR    | Didier Sarda               | SE      |
| Taninges                 | 3 429      | Yves Laurat                | DVG   | Gilles Péguet              | SE      |
| Thônes                   | 6 876      | Pierre Bibollet            | UDI   | Pierre Bibollet            | UDI     |
| Thonon-les-Bains         | 37 732     | Jean Denais                | LR    | Christian Arminjon         | DVD     |
| Thusy                    | 1 162      | Joël Mugnier               | DVD   | Joël Mugnier               | DVD     |
| Thyez                    | 6 419      | Gilbert Catala             | UDI   | Fabrice Gyselinck          | DVD     |
| La Tour                  | 1 338      | Daniel Revuz               | DVD   | Daniel Revuz               | DVD     |
| Val de Chaise            | 1 387      | Nicolas Blanchard          | SE    | Sébastien Scherma          | SE      |
| Valleiry                 | 4 907      | Frédéric Mugnier           | UDI   | Alban Magnin               | UDI     |
| Vallières-sur-Fier       | 2 698      | François Ravoire           | DVD   | François Ravoire           | DVD     |
| Vaulx                    | 1 044      | Alain Gerelli              | SE    | Isabelle Vendrasco         | DVD     |
| Veigy-Foncenex           | 3 967      | Bernard Coder              | DVD   | Catherine Bastard          | DVD     |
| Vétraz-Monthoux          | 9 360      | Michelle Amoudruz          | LR    | Michelle Amoudruz          | LR      |
| Veyrier-du-Lac           | 2 286      | Sylvie Maniglier           | DVD   | Thomas Terrier             | SE      |
| Les Villards-sur-Thônes  | 1 089      | Gérard Fournier-Bidoz      | DVD   | Gérard Fournier-Bidoz      | DVD     |
| Villaz                   | 3 500      | Christian Martinod         | DVD   | Christian Martinod         | DVD     |
| Ville-la-Grand           | 9 031      | Nadine Jacquier            | SE    | Nadine Jacquier            | SE      |
| Viry                     | 5 590      | André Bonaventure          | DVD   | Laurent Chevalier          | SE      |
| Viuz-en-Sallaz           | 4 636      | Serge Pittet               | LR    | Pascal Pochat-Baron        | DVD     |
| Vougy                    | 1 560      | Alain Solliet              | SE    | Yves Massarotti            | SE      |
| Vulbens                  | 1 645      | Frédéric Budan             | SE    | Florent Benoît             | SE      |
| Yvoire                   | 1 084      | Jean-François Kung         | DVD   | Jean-François Kung         | DVD     |

## Résultats dans les communes de plus de5 000 habitants

### Ambilly
- Maire sortant : Guillaume Mathelier (PS)
- 29 sièges à pourvoir au conseil municipal (population légale 2016 : 6 302 habitants)
- 4 sièges à pourvoir au conseil communautaire (CA Annemasse - Les Voirons Agglomération)

| Tête de liste                   | Tête de liste            | Liste                    | Premier tour | Premier tour | Sièges | Sièges |
| Tête de liste                   | Tête de liste            | Liste                    | Voix         | %            | CM     | CC     |
| ------------------------------- | ------------------------ | ------------------------ | ------------ | ------------ | ------ | ------ |
|                                 | Guillaume Mathelier      | PS                       | 612          | 57,89        | 23     | 3      |
| Ambilly, un nouvel art de vivre |                          |                          | 612          | 57,89        | 23     | 3      |
|                                 | François Liermier        | SE                       | 445          | 42,11        | 6      | 1      |
| Ambilly au cœur, 100% citoyens  |                          |                          | 445          | 42,11        | 6      | 1      |
|                                 |                          |                          |              |              |        |        |
| Votes valides                   | Votes valides            | Votes valides            | 1 057        | 95,92        |        |        |
| Votes blancs                    | Votes blancs             | Votes blancs             | 15           | 1,36         |        |        |
| Votes nuls                      | Votes nuls               | Votes nuls               | 30           | 2,72         |        |        |
| Total                           | Total                    | Total                    | 1 102        | 100          | 29     | 4      |
| Abstention                      | Abstention               | Abstention               | 2 095        | 65,53        |        |        |
| Inscrits / participation        | Inscrits / participation | Inscrits / participation | 3 197        | 34,47        |        |        |

### Annecy
- Maire sortant : Jean-Luc Rigaut (UDI)
- 69[b] sièges à pourvoir au conseil municipal (population légale 2016 : 126 419 habitants)
- 47 sièges à pourvoir au conseil communautaire (CA Grand Annecy)

|                                                          |                          |                          |              |              |             |             |        |        |  |
| Tête de liste                                            | Tête de liste            | Liste                    | Premier tour | Premier tour | Second tour | Second tour | Sièges | Sièges |  |
| Tête de liste                                            | Tête de liste            | Liste                    | Voix         | %            | Voix        | %           | CM     | CC     |  |
|                                                          | François Astorg          | DVÉ-DVG-PCF-PS-EELV      | 7 997        | 27,87        | 12 664      | 44,74       | 51     | 35     |  |
| Réveillons Annecy                                        |                          |                          | 7 997        | 27,87        | 12 664      | 44,74       | 51     | 35     |  |
|                                                          | Frédérique Lardet        | LREM diss.-DVD-AE        | 6 169        | 21,50        | 12 664      | 44,74       | 51     | 35     |  |
| Annecy respire                                           |                          |                          | 6 169        | 21,50        | 12 664      | 44,74       | 51     | 35     |  |
|                                                          | Jean-Luc Rigaut          | UDI-LREM-LR-MoDem-Agir   | 8 147        | 28,39        | 12 637      | 44,64       | 15     | 10     |  |
| Pour Annecy naturellement                                |                          |                          | 8 147        | 28,39        | 12 637      | 44,64       | 15     | 10     |  |
|                                                          | Denis Duperthuy          | DVG                      | 2 883        | 10,04        | 3 004       | 10,61       | 3      | 2      |  |
| Les annéciens                                            |                          |                          | 2 883        | 10,04        | 3 004       | 10,61       | 3      | 2      |  |
|                                                          | Vincent Lecaillon        | RN                       | 2 510        | 8,74         |             |             | 0      | 0      |  |
| Alternative pour Annecy                                  |                          |                          | 2 510        | 8,74         |             |             | 0      | 0      |  |
|                                                          | Daniel Salem Chiad       | DIV                      | 594          | 2,07         | 0           | 0           |        |        |  |
| Vivre ensemble à Annecy                                  |                          |                          | 594          | 2,07         | 0           | 0           |        |        |  |
|                                                          | Naci Yildirim            | LO                       | 390          | 1,37         | 0           | 0           |        |        |  |
| Lutte ouvrière – Faire entendre le camp des travailleurs |                          |                          | 390          | 1,37         | 0           | 0           |        |        |  |
|                                                          |                          |                          |              |              |             |             |        |        |  |
| Votes exprimés                                           | Votes exprimés           | Votes exprimés           | 28 690       | 97,61        | 28 305      | 97,46       |        |        |  |
| Votes blancs                                             | Votes blancs             | Votes blancs             | 308          | 0,38         | 446         | 1,54        |        |        |  |
| Votes nuls                                               | Votes nuls               | Votes nuls               | 394          | 0,48         | 292         | 1,01        |        |        |  |
| Total                                                    | Total                    | Total                    | 29 392       | 100          | 29 043      | 100         | 69     | 47     |  |
| Abstention                                               | Abstention               | Abstention               | 51 869       | 63,83        | 52 420      | 64,35       |        |        |  |
| Inscrits / participation                                 | Inscrits / participation | Inscrits / participation | 81 261       | 36,17        | 81 463      | 35,65       |        |        |  |

### Annemasse
- Maire sortant : Christian Dupessey (PS)
- 39 sièges à pourvoir au conseil municipal (population légale 2016 : 35 041 habitants)
- 20 sièges à pourvoir au conseil communautaire (CA Annemasse - Les Voirons Agglomération)

|                           | Christian Dupessey       | PS                       | 2 087  | 50,02 | 30 | 15 |  |  |
| Annemasse ville d'avenirS |                          |                          | 2 087  | 50,02 | 30 | 15 |  |  |
|                           | Maxime Gaconnet          | DVD                      | 1 682  | 40,31 | 8  | 4  |  |  |
| Générations Annemasse     |                          |                          | 1 682  | 40,31 | 8  | 4  |  |  |
|                           | Kévin Chaleil-Dos Ramos  | RN                       | 403    | 9,65  | 1  | 1  |  |  |
| Annemasse renouveau       |                          |                          | 403    | 9,65  | 1  | 1  |  |  |
|                           |                          |                          |        |       |    |    |  |  |
| Votes valides             | Votes valides            | Votes valides            | 4 172  | 96,69 |    |    |  |  |
| Votes blancs              | Votes blancs             | Votes blancs             | 57     | 1,32  |    |    |  |  |
| Votes nuls                | Votes nuls               | Votes nuls               | 86     | 1,99  |    |    |  |  |
| Total                     | Total                    | Total                    | 4 315  | 100   | 39 | 20 |  |  |
| Abstention                | Abstention               | Abstention               | 11 212 | 72,21 |    |    |  |  |
| Inscrits / participation  | Inscrits / participation | Inscrits / participation | 15 527 | 27,79 |    |    |  |  |

### Bonneville
- Maire sortant : Stéphane Valli (LR)
- 33 sièges à pourvoir au conseil municipal (population légale 2016 : 12 735 habitants)
- 18 sièges à pourvoir au conseil communautaire (CC Faucigny - Glières)

| Tête de liste                                         | Tête de liste            | Liste                    | Premier tour | Premier tour | Sièges | Sièges |
| Tête de liste                                         | Tête de liste            | Liste                    | Voix         | %            | CM     | CC     |
| ----------------------------------------------------- | ------------------------ | ------------------------ | ------------ | ------------ | ------ | ------ |
|                                                       | Stéphane Valli           | LR                       | 1 876        | 77,52        | 30     | 16     |
| Bonneville, c’est vous                                |                          |                          | 1 876        | 77,52        | 30     | 16     |
|                                                       | Marie-Christine Vinurel  | ECO                      | 544          | 22,47        | 3      | 2      |
| Repensons Bonneville : verte, solidaire, démocratique |                          |                          | 544          | 22,47        | 3      | 2      |
|                                                       |                          |                          |              |              |        |        |
| Votes valides                                         | Votes valides            | Votes valides            | 2 420        | 96,80        |        |        |
| Votes blancs                                          | Votes blancs             | Votes blancs             | 27           | 1,08         |        |        |
| Votes nuls                                            | Votes nuls               | Votes nuls               | 53           | 2,12         |        |        |
| Total                                                 | Total                    | Total                    | 2 500        | 100          | 33     | 18     |
| Abstention                                            | Abstention               | Abstention               | 5 348        | 68,14        |        |        |
| Inscrits / participation                              | Inscrits / participation | Inscrits / participation | 7 848        | 31,86        |        |        |

### Bons-en-Chablais
- Maire sortant : Patrice Béréziat (DVD), ne se représente pas
- 29 sièges à pourvoir au conseil municipal (population légale 2016 : 5 563 habitants)
- 3 sièges à pourvoir au conseil communautaire (CA Thonon Agglomération)

| Tête de liste            | Tête de liste            | Liste                    | Premier tour | Premier tour | Sièges | Sièges |
| Tête de liste            | Tête de liste            | Liste                    | Voix         | %            | CM     | CC     |
| ------------------------ | ------------------------ | ------------------------ | ------------ | ------------ | ------ | ------ |
|                          | Olivier Jacquier         | SE                       | 922          | 59,33        | 23     | 2      |
| Bons pour tous           |                          |                          | 922          | 59,33        | 23     | 2      |
|                          | Sebastien Bel            | DVD                      | 632          | 40,66        | 6      | 1      |
| Bons à vivre             |                          |                          | 632          | 40,66        | 6      | 1      |
|                          |                          |                          |              |              |        |        |
| Votes valides            | Votes valides            | Votes valides            | 1 554        | 97,00        |        |        |
| Votes blancs             | Votes blancs             | Votes blancs             | 27           | 1,69         |        |        |
| Votes nuls               | Votes nuls               | Votes nuls               | 21           | 1,31         |        |        |
| Total                    | Total                    | Total                    | 1 602        | 100          | 29     | 3      |
| Abstention               | Abstention               | Abstention               | 2 247        | 58,38        |        |        |
| Inscrits / participation | Inscrits / participation | Inscrits / participation | 3 849        | 41,62        |        |        |

### Chamonix-Mont-Blanc
- Maire sortant : Éric Fournier (UDI)
- 29 sièges à pourvoir au conseil municipal (population légale 2016 : 8 759 habitants)
- 13 sièges à pourvoir au conseil communautaire (CC de la Vallée de Chamonix-Mont-Blanc)

| Tête de liste                                   | Tête de liste            | Liste                    | Premier tour | Premier tour | Sièges | Sièges |
| Tête de liste                                   | Tête de liste            | Liste                    | Voix         | %            | CM     | CC     |
| ----------------------------------------------- | ------------------------ | ------------------------ | ------------ | ------------ | ------ | ------ |
|                                                 | Éric Fournier            | UDI-DVC                  | 1 657        | 50,78        | 22     | 10     |
| Avec Éric Fournier, ensemble, le pouvoir d'agir |                          |                          | 1 657        | 50,78        | 22     | 10     |
|                                                 | François-Xavier Laffin   | ECO                      | 1118         | 34,26        | 5      | 2      |
| Chamonix s’engage !                             |                          |                          | 1118         | 34,26        | 5      | 2      |
|                                                 | Jean Fabre               | DVD                      | 488          | 14,95        | 2      | 1      |
| Une nouvelle voie - Chamonix 2020               |                          |                          | 488          | 14,95        | 2      | 1      |
|                                                 |                          |                          |              |              |        |        |
| Votes valides                                   | Votes valides            | Votes valides            | 3 263        | 97,64        |        |        |
| Votes blancs                                    | Votes blancs             | Votes blancs             | 48           | 1,44         |        |        |
| Votes nuls                                      | Votes nuls               | Votes nuls               | 31           | 0,93         |        |        |
| Total                                           | Total                    | Total                    | 3 342        | 100          | 29     | 13     |
| Abstention                                      | Abstention               | Abstention               | 3 915        | 53,95        |        |        |
| Inscrits / participation                        | Inscrits / participation | Inscrits / participation | 7 257        | 46,05        |        |        |

### Cluses
- Maire sortant : Jean-Philippe Mas (DVD)
- 33 sièges à pourvoir au conseil municipal (population légale 2016 : 17 371 habitants)
- 16 sièges à pourvoir au conseil communautaire (CC Cluses-Arve et Montagnes)

| Tête de liste                | Tête de liste            | Liste                    | Premier tour | Premier tour | Sièges | Sièges |
| Tête de liste                | Tête de liste            | Liste                    | Voix         | %            | CM     | CC     |
| ---------------------------- | ------------------------ | ------------------------ | ------------ | ------------ | ------ | ------ |
|                              | Jean-Philippe Mas        | DVD                      | 2 357        | 65,49        | 28     | 14     |
| Aimons Cluses                |                          |                          | 2 357        | 65,49        | 28     | 14     |
|                              | Claude Ruet              | DVD                      | 890          | 24,72        | 4      | 2      |
| Cluses 2020 - Portons demain |                          |                          | 890          | 24,72        | 4      | 2      |
|                              | Karl Aoun                | RN                       | 352          | 9,78         | 1      | 0      |
| Cluses maintenant            |                          |                          | 352          | 9,78         | 1      | 0      |
|                              |                          |                          |              |              |        |        |
| Votes valides                | Votes valides            | Votes valides            | 3 599        | 97,32        |        |        |
| Votes blancs                 | Votes blancs             | Votes blancs             | 38           | 1,03         |        |        |
| Votes nuls                   | Votes nuls               | Votes nuls               | 61           | 1,65         |        |        |
| Total                        | Total                    | Total                    | 3 698        | 100          | 33     | 16     |
| Abstention                   | Abstention               | Abstention               | 6 003        | 61,88        |        |        |
| Inscrits / participation     | Inscrits / participation | Inscrits / participation | 9 701        | 38,12        |        |        |

### Cranves-Sales
- Maire sortant : Bernard Boccard (LR)
- 29 sièges à pourvoir au conseil municipal (population légale 2016 : 6 685 habitants)
- 4 sièges à pourvoir au conseil communautaire (CA Annemasse - Les Voirons Agglomération)

| Tête de liste                    | Tête de liste            | Liste                    | Premier tour | Premier tour | Sièges | Sièges |
| Tête de liste                    | Tête de liste            | Liste                    | Voix         | %            | CM     | CC     |
| -------------------------------- | ------------------------ | ------------------------ | ------------ | ------------ | ------ | ------ |
|                                  | Bernard Boccard          | LR                       | 920          | 100,00       | 29     | 4      |
| Cranves-Sales en toute confiance |                          |                          | 920          | 100,00       | 29     | 4      |
|                                  |                          |                          |              |              |        |        |
| Votes valides                    | Votes valides            | Votes valides            | 920          | 89,93        |        |        |
| Votes blancs                     | Votes blancs             | Votes blancs             | 57           | 5,57         |        |        |
| Votes nuls                       | Votes nuls               | Votes nuls               | 46           | 4,50         |        |        |
| Total                            | Total                    | Total                    | 1 023        | 100          | 29     | 4      |
| Abstention                       | Abstention               | Abstention               | 3 714        | 78,40        |        |        |
| Inscrits / participation         | Inscrits / participation | Inscrits / participation | 4 737        | 21,60        |        |        |

### Douvaine
- Maire sortant : Jean-François Baud (DVD), ne se représente pas
- 29 sièges à pourvoir au conseil municipal (population légale 2016 : 5 922 habitants)
- 3 sièges à pourvoir au conseil communautaire (CA Thonon Agglomération)

| Tête de liste                   | Tête de liste            | Liste                    | Premier tour | Premier tour | Second tour | Second tour | Sièges | Sièges |
| Tête de liste                   | Tête de liste            | Liste                    | Voix         | %            | Voix        | %           | CM     | CC     |
| ------------------------------- | ------------------------ | ------------------------ | ------------ | ------------ | ----------- | ----------- | ------ | ------ |
|                                 | Claire Chuinard          | DVC                      | 549          | 40,87        | 595         | 43,78       | 21     | 2      |
| Douvaine atout cœur             |                          |                          | 549          | 40,87        | 595         | 43,78       | 21     | 2      |
|                                 | Olivier Barras           | DVD                      | 492          | 36,63        | 565         | 41,57       | 6      | 1      |
| Générations bien vivre Douvaine |                          |                          | 492          | 36,63        | 565         | 41,57       | 6      | 1      |
|                                 | Francis Colson           | DVD                      | 302          | 22,48        | 199         | 14,64       | 2      | 0      |
| Douvaine @venir                 |                          |                          | 302          | 22,48        | 199         | 14,64       | 2      | 0      |
|                                 |                          |                          |              |              |             |             |        |        |
| Votes valides                   | Votes valides            | Votes valides            | 1 343        | 97,60        | 1 359       | 97,98       |        |        |
| Votes blancs                    | Votes blancs             | Votes blancs             | 23           | 1,67         | 16          | 1,15        |        |        |
| Votes nuls                      | Votes nuls               | Votes nuls               | 10           | 0,73         | 12          | 0,87        |        |        |
| Total                           | Total                    | Total                    | 1 376        | 100          | 1 387       | 100         | 29     | 3      |
| Abstention                      | Abstention               | Abstention               | 2 098        | 60,39        | 2 088       | 60,09       |        |        |
| Inscrits / participation        | Inscrits / participation | Inscrits / participation | 3 474        | 39,61        | 3 475       | 39,91       |        |        |

### Epagny Metz-Tessy
- Maire sortant : Roland Daviet (DVD)
- 33 sièges à pourvoir au conseil municipal (population légale 2016 : 7 626 habitants)
- 4 sièges à pourvoir au conseil communautaire (CA Grand Annecy)

| Tête de liste                                     | Tête de liste            | Liste                    | Premier tour | Premier tour | Sièges | Sièges |
| Tête de liste                                     | Tête de liste            | Liste                    | Voix         | %            | CM     | CC     |
| ------------------------------------------------- | ------------------------ | ------------------------ | ------------ | ------------ | ------ | ------ |
|                                                   | Roland Daviet            | DVD                      | 1 238        | 100,00       | 33     | 4      |
| Epagny Metz-Tessy pour une qualité de vie durable |                          |                          | 1 238        | 100,00       | 33     | 4      |
|                                                   |                          |                          |              |              |        |        |
| Votes valides                                     | Votes valides            | Votes valides            | 1 238        | 91,23        |        |        |
| Votes blancs                                      | Votes blancs             | Votes blancs             | 50           | 3,68         |        |        |
| Votes nuls                                        | Votes nuls               | Votes nuls               | 69           | 5,08         |        |        |
| Total                                             | Total                    | Total                    | 1 357        | 100          | 33     | 4      |
| Abstention                                        | Abstention               | Abstention               | 3 843        | 73,90        |        |        |
| Inscrits / participation                          | Inscrits / participation | Inscrits / participation | 5 200        | 26,10        |        |        |

### Évian-les-Bains
- Maire sortant : Josiane Lei (LR)
- 29 sièges à pourvoir au conseil municipal (population légale 2016 : 9 074 habitants)
- 11 sièges à pourvoir au conseil communautaire (CC Pays d'Évian Vallée d'Abondance)

|                                                          | Josiane Lei              | DVD-LR                   | 1 110 | 50,63 | 22 | 9  |  |  |
| Évian Avenir                                             |                          |                          | 1 110 | 50,63 | 22 | 9  |  |  |
|                                                          | Stéphane Cannessant      | DVC-LREM                 | 565   | 25,77 | 4  | 1  |  |  |
| Évian 2.020                                              |                          |                          | 565   | 25,77 | 4  | 1  |  |  |
|                                                          | Jean Guillard            | DVG (sout. PS)           | 424   | 19,34 | 3  | 1  |  |  |
| Parce que nous aimons Évian !                            |                          |                          | 424   | 19,34 | 3  | 1  |  |  |
|                                                          | Michelle Bally           | LO                       | 93    | 4,24  | 0  | 0  |  |  |
| Lutte ouvrière - Faire entendre le camp des travailleurs |                          |                          | 93    | 4,24  | 0  | 0  |  |  |
|                                                          |                          |                          |       |       |    |    |  |  |
| Votes valides                                            | Votes valides            | Votes valides            | 2 192 | 98,03 |    |    |  |  |
| Votes blancs                                             | Votes blancs             | Votes blancs             | 15    | 0,67  |    |    |  |  |
| Votes nuls                                               | Votes nuls               | Votes nuls               | 29    | 1,30  |    |    |  |  |
| Total                                                    | Total                    | Total                    | 2 236 | 100   | 29 | 11 |  |  |
| Abstention                                               | Abstention               | Abstention               | 3 731 | 62,53 |    |    |  |  |
| Inscrits / participation                                 | Inscrits / participation | Inscrits / participation | 5 967 | 37,47 |    |    |  |  |

### Faverges-Seythenex
- Maire sortant : Marcel Cattaneo (DVD)
- 33 sièges à pourvoir au conseil municipal (population légale 2016 : 7 602 habitants)
- 16 sièges à pourvoir au conseil communautaire (CC des Sources du Lac d'Annecy)

| Tête de liste                              | Tête de liste            | Liste                    | Premier tour | Premier tour | Second tour | Second tour | Sièges | Sièges |
| Tête de liste                              | Tête de liste            | Liste                    | Voix         | %            | Voix        | %           | CM     | CC     |
| ------------------------------------------ | ------------------------ | ------------------------ | ------------ | ------------ | ----------- | ----------- | ------ | ------ |
|                                            | Jacques Dalex            | DVG-EÉLV                 | 889          | 34,29        | 1 012       | 38,28       | 23     | 11     |
| Envie commune                              |                          |                          | 889          | 34,29        | 1 012       | 38,28       | 23     | 11     |
|                                            | Anne-Marie Bernard       | DVC                      | 870          | 33,56        | 895         | 33,86       | 6      | 3      |
| Une énergie nouvelle                       |                          |                          | 870          | 33,56        | 895         | 33,86       | 6      | 3      |
|                                            | Marcel Cattaneo          | DVD                      | 714          | 27,54        | 736         | 27,84       | 4      | 2      |
| Rassembler et Agir pour Faverges-Seythenex |                          |                          | 714          | 27,54        | 736         | 27,84       | 4      | 2      |
|                                            | Marc Lachenal            | SE                       | 119          | 4,59         |             |             |        |        |
| La voie de la démocratie                   |                          |                          | 119          | 4,59         |             |             |        |        |
|                                            |                          |                          |              |              |             |             |        |        |
| Votes valides                              | Votes valides            | Votes valides            | 2 592        | 97,81        | 2 643       | 97,96       |        |        |
| Votes blancs                               | Votes blancs             | Votes blancs             | 35           | 1,32         | 22          | 0,82        |        |        |
| Votes nuls                                 | Votes nuls               | Votes nuls               | 23           | 0,87         | 33          | 1,22        |        |        |
| Total                                      | Total                    | Total                    | 2 650        | 100          | 2 698       | 100         | 33     | 16     |
| Abstention                                 | Abstention               | Abstention               | 2 841        | 51,74        | 2 803       | 50,95       |        |        |
| Inscrits / participation                   | Inscrits / participation | Inscrits / participation | 5 491        | 48,26        | 5 501       | 49,05       |        |        |

### Fillière
- Maire sortant : Christian Anselme (DVD)
- 33 sièges à pourvoir au conseil municipal (population légale 2016 : 9 179 habitants)
- 5 sièges à pourvoir au conseil communautaire (CA Grand Annecy)

|                                          | Christian Anselme        | DVD                      | 1 687 | 62,41 | 28 | 5 |  |  |
| Plus loin, ensemble : Fillière 2020-2026 |                          |                          | 1 687 | 62,41 | 28 | 5 |  |  |
|                                          | Christophe Bertholio     | DVD                      | 606   | 22,41 | 3  | 0 |  |  |
| Vivons Fillière                          |                          |                          | 606   | 22,41 | 3  | 0 |  |  |
|                                          | Christian Bevillard      | SE                       | 410   | 15,16 | 2  | 0 |  |  |
| Retrouver Évires                         |                          |                          | 410   | 15,16 | 2  | 0 |  |  |
|                                          |                          |                          |       |       |    |   |  |  |
| Votes valides                            | Votes valides            | Votes valides            | 2 703 | 96,12 |    |   |  |  |
| Votes blancs                             | Votes blancs             | Votes blancs             | 51    | 1,81  |    |   |  |  |
| Votes nuls                               | Votes nuls               | Votes nuls               | 58    | 2,06  |    |   |  |  |
| Total                                    | Total                    | Total                    | 2 812 | 100   | 33 | 5 |  |  |
| Abstention                               | Abstention               | Abstention               | 4 306 | 60,49 |    |   |  |  |
| Inscrits / participation                 | Inscrits / participation | Inscrits / participation | 7 118 | 39,51 |    |   |  |  |

### Gaillard
- Maire sortant : Jean-Paul Bosland (DVD)
- 33 sièges à pourvoir au conseil municipal (population légale 2016 : 11 152 habitants)
- 8 sièges à pourvoir au conseil communautaire (CA Annemasse - Les Voirons Agglomération)

| Tête de liste            | Tête de liste            | Liste                    | Premier tour | Premier tour | Sièges | Sièges |
| Tête de liste            | Tête de liste            | Liste                    | Voix         | %            | CM     | CC     |
| ------------------------ | ------------------------ | ------------------------ | ------------ | ------------ | ------ | ------ |
|                          | Jean-Paul Bosland        | DVD                      | 880          | 59,82        | 27     | 6      |
| Ensemble pour Gaillard   |                          |                          | 880          | 59,82        | 27     | 6      |
|                          | Marcelo Saint-Séverin    | SE                       | 591          | 40,17        | 6      | 2      |
| Transversales            |                          |                          | 591          | 40,17        | 6      | 2      |
|                          |                          |                          |              |              |        |        |
| Votes valides            | Votes valides            | Votes valides            | 1 471        | 95,33        |        |        |
| Votes blancs             | Votes blancs             | Votes blancs             | 26           | 1,69         |        |        |
| Votes nuls               | Votes nuls               | Votes nuls               | 46           | 2,98         |        |        |
| Total                    | Total                    | Total                    | 1 543        | 100          | 33     | 8      |
| Abstention               | Abstention               | Abstention               | 4 012        | 72,22        |        |        |
| Inscrits / participation | Inscrits / participation | Inscrits / participation | 5 555        | 27,78        |        |        |

### La Balme-de-Sillingy
- Maire sortant : François Daviet (LR)
- 29 sièges à pourvoir au conseil municipal (population légale 2016 : 5 011 habitants)
- 9 sièges à pourvoir au conseil communautaire (CC Fier et Usses)

| Tête de liste            | Tête de liste            | Liste                    | Premier tour | Premier tour | Sièges | Sièges |
| Tête de liste            | Tête de liste            | Liste                    | Voix         | %            | CM     | CC     |
| ------------------------ | ------------------------ | ------------------------ | ------------ | ------------ | ------ | ------ |
|                          | Séverine Mugnier         | DVD                      | 723          | 52,20        | 22     | 7      |
| Un cœur qui Balme        |                          |                          | 723          | 52,20        | 22     | 7      |
|                          | François Daviet          | LR                       | 662          | 47,79        | 7      | 2      |
| Vivre et agir à La Balme |                          |                          | 662          | 47,79        | 7      | 2      |
|                          |                          |                          |              |              |        |        |
| Votes valides            | Votes valides            | Votes valides            | 1 385        | 97,26        |        |        |
| Votes blancs             | Votes blancs             | Votes blancs             | 19           | 1,33         |        |        |
| Votes nuls               | Votes nuls               | Votes nuls               | 20           | 1,40         |        |        |
| Total                    | Total                    | Total                    | 1 424        | 100          | 29     | 9      |
| Abstention               | Abstention               | Abstention               | 2 169        | 60,37        |        |        |
| Inscrits / participation | Inscrits / participation | Inscrits / participation | 3 593        | 39,63        |        |        |

### La Roche-sur-Foron
- Maire sortant : Sébastien Maure (DVD)
- 33 sièges à pourvoir au conseil municipal (population légale 2016 : 11 795 habitants)
- 15 sièges à pourvoir au conseil communautaire (CC du Pays Rochois)

| Tête de liste                 | Tête de liste            | Liste                    | Premier tour | Premier tour | Second tour | Second tour | Sièges | Sièges |
| Tête de liste                 | Tête de liste            | Liste                    | Voix         | %            | Voix        | %           | CM     | CC     |
| ----------------------------- | ------------------------ | ------------------------ | ------------ | ------------ | ----------- | ----------- | ------ | ------ |
|                               | Jean-Claude Georget      | ECO                      | 925          | 31,84        | 1260        | 40,78       | 24     | 11     |
| Avec les Rochois.es           |                          |                          | 925          | 31,84        | 1260        | 40,78       | 24     | 11     |
|                               | Jean-Yves Broisin        | SE                       | 284          | 9,77         | 1260        | 40,78       | 24     | 11     |
| La Roche-sur-Foron : Cap 2026 |                          |                          | 284          | 9,77         | 1260        | 40,78       | 24     | 11     |
|                               | Sébastien Maure          | DVD                      | 902          | 31,04        | 976         | 31,59       | 5      | 2      |
| Vous, nous, pour la Roche     |                          |                          | 902          | 31,04        | 976         | 31,59       | 5      | 2      |
|                               | Olivier Chomat           | DVC                      | 794          | 27,33        | 853         | 27,61       | 4      | 2      |
| La Roche pour demain          |                          |                          | 794          | 27,33        | 853         | 27,61       | 4      | 2      |
|                               |                          |                          |              |              |             |             |        |        |
| Votes valides                 | Votes valides            | Votes valides            | 2 905        | 97,81        | 3 089       | 98,19       |        |        |
| Votes blancs                  | Votes blancs             | Votes blancs             | 26           | 0,88         | 41          | 1,30        |        |        |
| Votes nuls                    | Votes nuls               | Votes nuls               | 39           | 1,31         | 16          | 0,51        |        |        |
| Total                         | Total                    | Total                    | 2 970        | 100          | 3 146       | 100         | 33     | 15     |
| Abstention                    | Abstention               | Abstention               | 3 947        | 57,06        | 3 790       | 54,64       |        |        |
| Inscrits / participation      | Inscrits / participation | Inscrits / participation | 6 917        | 42,94        | 6 936       | 45,36       |        |        |

### Marignier
- Maire sortant : Bertrand Mauris-Demourioux (LR)
- 29 sièges à pourvoir au conseil municipal (population légale 2016 : 6 435 habitants)
- 8 sièges à pourvoir au conseil communautaire (CC Faucigny - Glières)

| Tête de liste            | Tête de liste              | Liste                    | Premier tour | Premier tour | Sièges | Sièges |
| Tête de liste            | Tête de liste              | Liste                    | Voix         | %            | CM     | CC     |
| ------------------------ | -------------------------- | ------------------------ | ------------ | ------------ | ------ | ------ |
|                          | Christophe Pery            | DVC                      | 1 208        | 53,02        | 22     | 6      |
| Marignier 2020           |                            |                          | 1 208        | 53,02        | 22     | 6      |
|                          | Bertrand Mauris-Demourioux | LR                       | 1 070        | 46,97        | 7      | 2      |
| Marignier en mouvement   |                            |                          | 1 070        | 46,97        | 7      | 2      |
|                          |                            |                          |              |              |        |        |
| Votes valides            | Votes valides              | Votes valides            | 2 278        | 97,68        |        |        |
| Votes blancs             | Votes blancs               | Votes blancs             | 23           | 0,99         |        |        |
| Votes nuls               | Votes nuls                 | Votes nuls               | 31           | 1,33         |        |        |
| Total                    | Total                      | Total                    | 2 332        | 100          | 29     | 8      |
| Abstention               | Abstention                 | Abstention               | 2 285        | 49,49        |        |        |
| Inscrits / participation | Inscrits / participation   | Inscrits / participation | 4 617        | 50,51        |        |        |

### Marnaz
- Maire sortant : Chantal Vannson (DVD)
- 29 sièges à pourvoir au conseil municipal (population légale 2016 : 5 447 habitants)
- 6 sièges à pourvoir au conseil communautaire (CC Cluses-Arve et Montagnes)

| Tête de liste            | Tête de liste            | Liste                    | Premier tour | Premier tour | Sièges | Sièges |
| Tête de liste            | Tête de liste            | Liste                    | Voix         | %            | CM     | CC     |
| ------------------------ | ------------------------ | ------------------------ | ------------ | ------------ | ------ | ------ |
|                          | Chantal Vannson          | DVD                      | 746          | 100,00       | 29     | 6      |
| Liste d'union communale  |                          |                          | 746          | 100,00       | 29     | 6      |
|                          |                          |                          |              |              |        |        |
| Votes valides            | Votes valides            | Votes valides            | 746          | 90,53        |        |        |
| Votes blancs             | Votes blancs             | Votes blancs             | 37           | 4,49         |        |        |
| Votes nuls               | Votes nuls               | Votes nuls               | 41           | 4,98         |        |        |
| Total                    | Total                    | Total                    | 824          | 100          | 29     | 6      |
| Abstention               | Abstention               | Abstention               | 2 562        | 75,66        |        |        |
| Inscrits / participation | Inscrits / participation | Inscrits / participation | 3 386        | 24,34        |        |        |

### Passy
- Maire sortant : Patrick Kollibay (LR)
- 33 sièges à pourvoir au conseil municipal (population légale 2016 : 10 863 habitants)
- 10 sièges à pourvoir au conseil communautaire (CC Pays du Mont-Blanc)

| Tête de liste                             | Tête de liste            | Liste                    | Premier tour | Premier tour | Second tour | Second tour | Sièges | Sièges |
| Tête de liste                             | Tête de liste            | Liste                    | Voix         | %            | Voix        | %           | CM     | CC     |
| ----------------------------------------- | ------------------------ | ------------------------ | ------------ | ------------ | ----------- | ----------- | ------ | ------ |
|                                           | Raphaël Castéra          | DVG (sout. PS)           | 1 415        | 42,25        | 1923        | 61,61       | 27     | 8      |
| Réussir pour Passy                        |                          |                          | 1 415        | 42,25        | 1923        | 61,61       | 27     | 8      |
|                                           | André Pasteris           | SE                       | 780          | 23,29        | 1198        | 38,38       | 6      | 2      |
| PassyPassion                              |                          |                          | 780          | 23,29        | 1198        | 38,38       | 6      | 2      |
|                                           | Patrick Kollibay         | LR                       | 626          | 18,69        |             |             | 0      | 0      |
| Entreprendre, innover, réussir pour Passy |                          |                          | 626          | 18,69        |             |             | 0      | 0      |
|                                           | Laurent Nardi            | PRCF-LFI                 | 528          | 15,76        | 0           | 0           |        |        |
| Passy vraiment à gauche                   |                          |                          | 528          | 15,76        | 0           | 0           |        |        |
|                                           |                          |                          |              |              |             |             |        |        |
| Votes valides                             | Votes valides            | Votes valides            | 3 349        | 97,33        | 3 121       | 96,42       |        |        |
| Votes blancs                              | Votes blancs             | Votes blancs             | 51           | 1,48         | 80          | 2,47        |        |        |
| Votes nuls                                | Votes nuls               | Votes nuls               | 41           | 1,19         | 36          | 1,11        |        |        |
| Total                                     | Total                    | Total                    | 3 441        | 100          | 3 237       | 100         | 33     | 10     |
| Abstention                                | Abstention               | Abstention               | 5 100        | 59,71        | 5 317       | 62,16       |        |        |
| Inscrits / participation                  | Inscrits / participation | Inscrits / participation | 8 541        | 40,29        | 8 554       | 37,84       |        |        |

### Poisy
- Maire sortant : Pierre Bruyère (LR)
- 29 sièges à pourvoir au conseil municipal (population légale 2016 : 7 859 habitants)
- 4 sièges à pourvoir au conseil communautaire (CA Grand Annecy)

|                          | Pierre Bruyère           | LR                       | 873   | 100,00 | 29 | 4 |  |  |
| Poisy à venir            |                          |                          | 873   | 100,00 | 29 | 4 |  |  |
|                          |                          |                          |       |        |    |   |  |  |
| Votes valides            | Votes valides            | Votes valides            | 873   | 75,06  |    |   |  |  |
| Votes blancs             | Votes blancs             | Votes blancs             | 170   | 14,62  |    |   |  |  |
| Votes nuls               | Votes nuls               | Votes nuls               | 120   | 10,32  |    |   |  |  |
| Total                    | Total                    | Total                    | 1 163 | 100    | 29 | 4 |  |  |
| Abstention               | Abstention               | Abstention               | 4 419 | 79,17  |    |   |  |  |
| Inscrits / participation | Inscrits / participation | Inscrits / participation | 5 582 | 20,83  |    |   |  |  |

### Publier
- Maire sortant : Gaston Lacroix (DVG), ne se représente pas
- 29 sièges à pourvoir au conseil municipal (population légale 2016 : 7 072 habitants)
- 8 sièges à pourvoir au conseil communautaire (CC Pays d'Évian Vallée d'Abondance)

| Tête de liste                   | Tête de liste            | Liste                    | Premier tour | Premier tour | Sièges | Sièges |
| Tête de liste                   | Tête de liste            | Liste                    | Voix         | %            | CM     | CC     |
| ------------------------------- | ------------------------ | ------------------------ | ------------ | ------------ | ------ | ------ |
|                                 | Jacques Grandchamp       | DVD                      | 1 138        | 56,67        | 23     | 6      |
| Unis pour Publier-Amphion       |                          |                          | 1 138        | 56,67        | 23     | 6      |
|                                 | Xavier Deconche          | SE                       | 870          | 43,32        | 6      | 2      |
| Publier-Amphion, nouvel horizon |                          |                          | 870          | 43,32        | 6      | 2      |
|                                 |                          |                          |              |              |        |        |
| Votes valides                   | Votes valides            | Votes valides            | 2 008        | 97,86        |        |        |
| Votes blancs                    | Votes blancs             | Votes blancs             | 21           | 1,02         |        |        |
| Votes nuls                      | Votes nuls               | Votes nuls               | 23           | 1,12         |        |        |
| Total                           | Total                    | Total                    | 2 052        | 100          | 29     | 8      |
| Abstention                      | Abstention               | Abstention               | 2 728        | 57,07        |        |        |
| Inscrits / participation        | Inscrits / participation | Inscrits / participation | 4 780        | 42,93        |        |        |

### Reignier-Ésery
- Maire sortant : Jean-François Ciclet (UDI), ne se représente pas
- 29 sièges à pourvoir au conseil municipal (population légale 2016 : 7 923 habitants)
- 12 sièges à pourvoir au conseil communautaire (CC Arve et Salève)

| Tête de liste            | Tête de liste            | Liste                    | Premier tour | Premier tour | Second tour | Second tour | Sièges | Sièges |
| Tête de liste            | Tête de liste            | Liste                    | Voix         | %            | Voix        | %           | CM     | CC     |
| ------------------------ | ------------------------ | ------------------------ | ------------ | ------------ | ----------- | ----------- | ------ | ------ |
|                          | Christelle Petex-Levet   | LR                       | 794          | 34,16        | 933         | 40,19       | 21     | 9      |
| VivRE et + encore        |                          |                          | 794          | 34,16        | 933         | 40,19       | 21     | 9      |
|                          | Olivier Venturini        | DVC                      | 709          | 30,50        | 903         | 38,90       | 5      | 2      |
| Changez d'R              |                          |                          | 709          | 30,50        | 903         | 38,90       | 5      | 2      |
|                          | Denise Lejeune           | ECO                      | 470          | 20,22        | 485         | 20,89       | 3      | 1      |
| Ensemble... Autrement    |                          |                          | 470          | 20,22        | 485         | 20,89       | 3      | 1      |
|                          | François Bonnaz          | DVG                      | 351          | 15,10        |             |             |        |        |
| La conquête du vivant    |                          |                          | 351          | 15,10        |             |             |        |        |
|                          |                          |                          |              |              |             |             |        |        |
| Votes valides            | Votes valides            | Votes valides            | 2 324        | 95,80        | 2 321       | 97,64       |        |        |
| Votes blancs             | Votes blancs             | Votes blancs             | 40           | 1,65         | 26          | 1,09        |        |        |
| Votes nuls               | Votes nuls               | Votes nuls               | 62           | 2,56         | 30          | 1,26        |        |        |
| Total                    | Total                    | Total                    | 2 426        | 100          | 2 377       | 100         | 29     | 12     |
| Abstention               | Abstention               | Abstention               | 3 149        | 56,48        | 3 200       | 57,38       |        |        |
| Inscrits / participation | Inscrits / participation | Inscrits / participation | 5 575        | 43,52        | 5 577       | 42,62       |        |        |

### Rumilly
- Maire sortant : Pierre Bechet (LR), ne se représente pas
- 33 sièges à pourvoir au conseil municipal (population légale 2016 : 15 270 habitants)
- 20 sièges à pourvoir au conseil communautaire (CC Rumilly Terre de Savoie)

| Tête de liste                             | Tête de liste            | Liste                    | Premier tour | Premier tour | Second tour | Second tour | Sièges | Sièges |
| Tête de liste                             | Tête de liste            | Liste                    | Voix         | %            | Voix        | %           | CM     | CC     |
| ----------------------------------------- | ------------------------ | ------------------------ | ------------ | ------------ | ----------- | ----------- | ------ | ------ |
|                                           | Christian Heison         | DVD                      | 1246         | 36,48        | 1315        | 38,09       | 23     | 14     |
| Rumilly, une dynamique pour un territoire |                          |                          | 1246         | 36,48        | 1315        | 38,09       | 23     | 14     |
|                                           | Jacques Morisot          | SE                       | 1062         | 31,09        | 1082        | 31,34       | 5      | 3      |
| Rumilly Albanais, une autre ambition      |                          |                          | 1062         | 31,09        | 1082        | 31,34       | 5      | 3      |
|                                           | Philippe Hector          | DVD                      | 1107         | 32,41        | 1055        | 30,56       | 5      | 3      |
| L'engagement pour Rumilly                 |                          |                          | 1107         | 32,41        | 1055        | 30,56       | 5      | 3      |
|                                           |                          |                          |              |              |             |             |        |        |
| Votes valides                             | Votes valides            | Votes valides            | 3 415        | 97,07        | 3 452       | 98,54       |        |        |
| Votes blancs                              | Votes blancs             | Votes blancs             | 39           | 1,11         | 28          | 0,80        |        |        |
| Votes nuls                                | Votes nuls               | Votes nuls               | 64           | 1,82         | 23          | 0,66        |        |        |
| Total                                     | Total                    | Total                    | 3 518        | 100          | 3 503       | 100         | 33     | 20     |
| Abstention                                | Abstention               | Abstention               | 6 017        | 63,10        | 6 070       | 63,41       |        |        |
| Inscrits / participation                  | Inscrits / participation | Inscrits / participation | 9 535        | 36,90        | 9 573       | 36,59       |        |        |

### Saint-Gervais-les-Bains
- Maire sortant : Jean-Marc Peillex (DVD)
- 29 sièges à pourvoir au conseil municipal (population légale 2016 : 5 556 habitants)
- 5 sièges à pourvoir au conseil communautaire (CC Pays du Mont-Blanc)

| Tête de liste            | Tête de liste     | Liste | Premier tour | Premier tour | Sièges | Sièges |
| Tête de liste            | Tête de liste     | Liste | Voix         | %            | CM     | CC     |
| ------------------------ | ----------------- | ----- | ------------ | ------------ | ------ | ------ |
|                          | Jean-Marc Peillex | DVD   | 1884         | 77,62        | 26     | 5      |
|                          | Cyrille du Peloux | DVD   | 543          | 22,37        | 3      | 0      |
|                          |                   |       |              |              |        |        |
| Votes valides            |                   |       |              |              |        |        |
| Votes blancs             |                   |       |              |              |        |        |
| Votes nuls               |                   |       |              |              |        |        |
| Total                    | Total             | Total |              | 100          | 29     | 5      |
| Abstention               |                   |       |              |              |        |        |
| Inscrits / participation |                   |       |              |              |        |        |

### Saint-Jorioz
- Maire sortant : Michel Beal  (DVD)

| Tête de liste            | Tête de liste | Liste | Premier tour | Premier tour | Sièges | Sièges |
| Tête de liste            | Tête de liste | Liste | Voix         | %            | CM     | CC     |
| ------------------------ | ------------- | ----- | ------------ | ------------ | ------ | ------ |
|                          | Michel Beal   |       | 1105         | 100          | 29     | 3      |
|                          |               |       |              |              |        |        |
| Votes valides            |               |       |              |              |        |        |
| Votes blancs             |               |       |              |              |        |        |
| Votes nuls               |               |       |              |              |        |        |
| Total                    | Total         | Total |              | 100          |        |        |
| Abstention               |               |       |              |              |        |        |
| Inscrits / participation |               |       |              |              |        |        |

### Saint-Julien-en-Genevois
- Maire sortant : Antoine Vielliard (Modem)

| Tête de liste            | Tête de liste        | Liste | Premier tour | Premier tour | Sièges | Sièges |
| Tête de liste            | Tête de liste        | Liste | Voix         | %            | CM     | CC     |
| ------------------------ | -------------------- | ----- | ------------ | ------------ | ------ | ------ |
|                          | Véronique Lecauchois | DIV   | 1 716        | 59,87        | 27     | 12     |
|                          | Antoine Vielliard    | Modem | 1 150        | 40,12        | 6      | 3      |
|                          |                      |       |              |              |        |        |
| Votes valides            |                      |       |              |              |        |        |
| Votes blancs             |                      |       |              |              |        |        |
| Votes nuls               |                      |       |              |              |        |        |
| Total                    | Total                | Total |              | 100          |        |        |
| Abstention               |                      |       |              |              |        |        |
| Inscrits / participation |                      |       |              |              |        |        |

### Saint-Pierre-en-Faucigny
- Maire sortant : Marin Gaillard (DVD)

| Tête de liste            | Tête de liste  | Liste | Premier tour | Premier tour | Sièges | Sièges |
| Tête de liste            | Tête de liste  | Liste | Voix         | %            | CM     | CC     |
| ------------------------ | -------------- | ----- | ------------ | ------------ | ------ | ------ |
|                          | Marin Gaillard | DVD   | 922          | 100          | 29     | 8      |
|                          |                |       |              |              |        |        |
| Votes valides            |                |       |              |              |        |        |
| Votes blancs             |                |       |              |              |        |        |
| Votes nuls               |                |       |              |              |        |        |
| Total                    | Total          | Total |              | 100          |        |        |
| Abstention               |                |       |              |              |        |        |
| Inscrits / participation |                |       |              |              |        |        |

### Sallanches
- Maire sortant : Georges Morand (LR)
- 33 sièges à pourvoir au conseil municipal (population légale 2016 : 15 902 habitants)
- 15 sièges à pourvoir au conseil communautaire (CC Pays du Mont-Blanc)

| Tête de liste                               | Tête de liste         | Liste | Premier tour | Premier tour | Second tour | Second tour | Sièges | Sièges |
| Tête de liste                               | Tête de liste         | Liste | Voix         | %            | Voix        | %           | CM     | CC     |
| ------------------------------------------- | --------------------- | ----- | ------------ | ------------ | ----------- | ----------- | ------ | ------ |
|                                             | Georges Morand        | LR    | 1578         | 29,49        | 2387        | 43,55       | 24     | 11     |
| Sallanches, des projets à vivre ensemble    |                       |       | 1578         | 29,49        | 2387        | 43,55       | 24     | 11     |
|                                             | Jacques Lemoine       | SE    | 1968         | 36,78        | 1957        | 35,71       | 6      | 3      |
| Sallanches : une équipe - un territoire     |                       |       | 1968         | 36,78        | 1957        | 35,71       | 6      | 3      |
|                                             | Josée Serasset-Krempp | ECO   | 850          | 15,88        | 1136        | 20,72       | 3      | 1      |
| Initiatives citoyennes pour Sallanches      |                       |       | 850          | 15,88        | 1136        | 20,72       | 3      | 1      |
|                                             | Franck Penaud         | DVC   | 705          | 13,17        |             |             |        |        |
| Sallanches 2020 - Créons l'avenir avec vous |                       |       | 705          | 13,17        |             |             |        |        |
|                                             | Christian Pernin      | RN    | 249          | 4,65         |             |             |        |        |
| Rassemblement Sallanches                    |                       |       | 249          | 4,65         |             |             |        |        |
|                                             |                       |       |              |              |             |             |        |        |
| Votes valides                               |                       |       |              |              |             |             |        |        |
| Votes blancs                                |                       |       |              |              |             |             |        |        |
| Votes nuls                                  |                       |       |              |              |             |             |        |        |
| Total                                       | Total                 | Total |              | 100          |             | 100         | 33     | 15     |
| Abstention                                  |                       |       |              |              |             |             |        |        |
| Inscrits / participation                    |                       |       |              |              |             |             |        |        |

### Sciez
- Maire sortant : Jean-Luc Bidal (LR)

| Tête de liste            | Tête de liste   | Liste | Premier tour | Premier tour | Second tour | Second tour | Sièges | Sièges |
| Tête de liste            | Tête de liste   | Liste | Voix         | %            | Voix        | %           | CM     | CC     |
| ------------------------ | --------------- | ----- | ------------ | ------------ | ----------- | ----------- | ------ | ------ |
|                          | Cyril Demolis   | DVD   | 624          | 40,33        | 756         | 46,52       | 22     | 2      |
|                          | Jean-Luc Bidal  | LR    | 605          | 39,10        | 682         | 41,96       | 6      | 1      |
|                          | Bernard Huvenne | SE    | 318          | 20,55        | 187         | 11,50       | 1      | 0      |
|                          |                 |       |              |              |             |             |        |        |
| Votes valides            |                 |       |              |              |             |             |        |        |
| Votes blancs             |                 |       |              |              |             |             |        |        |
| Votes nuls               |                 |       |              |              |             |             |        |        |
| Total                    | Total           | Total |              | 100          |             | 100         |        |        |
| Abstention               |                 |       |              |              |             |             |        |        |
| Inscrits / participation |                 |       |              |              |             |             |        |        |

### Scionzier
- Maire sortant : Maurice Gradel (DVD) ne se représente pas

### Sillingy
- Maire sortant : Yvan Sonnerat (SE)

| Tête de liste            | Tête de liste | Liste | Premier tour | Premier tour | Sièges | Sièges |
| Tête de liste            | Tête de liste | Liste | Voix         | %            | CM     | CC     |
| ------------------------ | ------------- | ----- | ------------ | ------------ | ------ | ------ |
|                          | Yvan Sonnerat | SE    | 743          | 56,07        | 23     | 8      |
|                          | Luc Dubois    | SE    | 582          | 43,92        | 6      | 2      |
|                          |               |       |              |              |        |        |
| Votes valides            |               |       |              |              |        |        |
| Votes blancs             |               |       |              |              |        |        |
| Votes nuls               |               |       |              |              |        |        |
| Total                    | Total         | Total |              | 100          |        |        |
| Abstention               |               |       |              |              |        |        |
| Inscrits / participation |               |       |              |              |        |        |

### Thônes
- Maire sortant : Pierre Bibollet (UDI)

| Tête de liste            | Tête de liste          | Liste | Premier tour | Premier tour | Second tour | Second tour | Sièges | Sièges |
| Tête de liste            | Tête de liste          | Liste | Voix         | %            | Voix        | %           | CM     | CC     |
| ------------------------ | ---------------------- | ----- | ------------ | ------------ | ----------- | ----------- | ------ | ------ |
|                          | Pierre Bibollet        | UDI   | 986          | 43,47        | 1060        | 52,73       | 22     | 7      |
|                          | Jean VULLIET           | Div   | 595          | 26,23        | 950         | 47,26       | 7      | 2      |
|                          | Jean-Bernard Challamel | DVD   | 687          | 30,29        |             |             |        |        |
|                          |                        |       |              |              |             |             |        |        |
| Votes valides            |                        |       |              |              |             |             |        |        |
| Votes blancs             |                        |       |              |              |             |             |        |        |
| Votes nuls               |                        |       |              |              |             |             |        |        |
| Total                    | Total                  | Total |              | 100          |             | 100         |        |        |
| Abstention               |                        |       |              |              |             |             |        |        |
| Inscrits / participation |                        |       |              |              |             |             |        |        |

### Thonon-les-Bains
- Maire sortant : Jean Denais (LR)

| Tête de liste                           | Tête de liste          | Liste | Premier tour | Premier tour | Second tour | Second tour | Sièges | Sièges |
| Tête de liste                           | Tête de liste          | Liste | Voix         | %            | Voix        | %           | CM     | CC     |
| --------------------------------------- | ---------------------- | ----- | ------------ | ------------ | ----------- | ----------- | ------ | ------ |
|                                         | Christophe Arminjon    | DVD   | 2 950        | 35,53        | 3812        | 48,35       | 29     | 11     |
| Réussir Thonon avec Christophe Arminjon |                        |       | 2 950        | 35,53        | 3812        | 48,35       | 29     | 11     |
|                                         | Franck Dalibard        | DVD   | 855          | 10,29        | 1912        | 24,25       | 5      | 3      |
| J'aime Thonon 2020                      |                        |       | 855          | 10,29        | 1912        | 24,25       | 5      | 3      |
|                                         | Astrid Baud-Roche (*)  | DVD   | 1 487        | 17,91        | 1912        | 24,25       | 5      | 3      |
| Passion Thonon                          |                        |       | 1 487        | 17,91        | 1912        | 24,25       | 5      | 3      |
|                                         | Jean-Baptiste Baud     | PS    | 1 303        | 15,69        | 2159        | 27,38       | 5      | 3      |
| Nouvelle ère - Thonon 2020              |                        |       | 1 303        | 15,69        | 2159        | 27,38       | 5      | 3      |
|                                         | Élisabeth Charmot      | EELV  | 651          | 7,83         | 2159        | 27,38       | 5      | 3      |
| Thonon écologie                         |                        |       | 651          | 7,83         | 2159        | 27,38       | 5      | 3      |
|                                         | Nicolas Ravet          | LREM  | 546          | 6,57         |             |             | 0      | 0      |
| Osons Thonon                            |                        |       | 546          | 6,57         |             |             | 0      | 0      |
|                                         | Isabelle Naim Christin | DVG   | 512          | 6,16         | 0           | 0           |        |        |
| Le printemps de Thonon                  |                        |       | 512          | 6,16         | 0           | 0           |        |        |
|                                         |                        |       |              |              |             |             |        |        |
| Votes valides                           |                        |       |              |              |             |             |        |        |
| Votes blancs                            |                        |       |              |              |             |             |        |        |
| Votes nuls                              |                        |       |              |              |             |             |        |        |
| Total                                   | Total                  | Total |              | 100          |             | 100         |        |        |
| Abstention                              |                        |       |              |              |             |             |        |        |
| Inscrits / participation                |                        |       |              |              |             |             |        |        |

### Thyez
- Maire sortant : Gilbert Catala (UDI)

| Tête de liste            | Tête de liste      | Liste | Premier tour | Premier tour | Second tour | Second tour | Sièges | Sièges |
| Tête de liste            | Tête de liste      | Liste | Voix         | %            | Voix        | %           | CM     | CC     |
| ------------------------ | ------------------ | ----- | ------------ | ------------ | ----------- | ----------- | ------ | ------ |
|                          | Fabrice Gyselinck* | DVD   | 678          | 42,37        | 799         | 49,10       | 22     | 5      |
|                          | Pascal Ducrettet*  | DVD   | 561          | 35,06        | 598         | 36,75       | 5      | 1      |
|                          | Maurice ROBERT     | Div   | 361          | 22,56        | 230         | 14,13       | 2      | 1      |
|                          |                    |       |              |              |             |             |        |        |
| Votes valides            |                    |       |              |              |             |             |        |        |
| Votes blancs             |                    |       |              |              |             |             |        |        |
| Votes nuls               |                    |       |              |              |             |             |        |        |
| Total                    | Total              | Total |              | 100          |             | 100         |        |        |
| Abstention               |                    |       |              |              |             |             |        |        |
| Inscrits / participation |                    |       |              |              |             |             |        |        |

### Vétraz-Monthoux
- Maire sortant : Michelle Amoudruz (LR), ne se représente pas

|                          | Patrick Antoine          | DVD                      | 725   | 100,00 | 29 | 5 |  |  |
| Pour Vétraz-Monthoux     |                          |                          | 725   | 100,00 | 29 | 5 |  |  |
|                          |                          |                          |       |        |    |   |  |  |
| Votes valides            | Votes valides            | Votes valides            | 725   | 79,50  |    |   |  |  |
| Votes blancs             | Votes blancs             | Votes blancs             | 90    | 9,87   |    |   |  |  |
| Votes nuls               | Votes nuls               | Votes nuls               | 97    | 10,64  |    |   |  |  |
| Total                    | Total                    | Total                    | 912   | 100    | 29 | 5 |  |  |
| Abstention               | Abstention               | Abstention               | 4 017 | 81,50  |    |   |  |  |
| Inscrits / participation | Inscrits / participation | Inscrits / participation | 4 929 | 18,50  |    |   |  |  |

### Ville-la-Grand
- Maire sortant : Nadine Jacquier (DVD)

| Tête de liste            | Tête de liste    | Liste | Premier tour | Premier tour | Sièges | Sièges |
| Tête de liste            | Tête de liste    | Liste | Voix         | %            | CM     | CC     |
| ------------------------ | ---------------- | ----- | ------------ | ------------ | ------ | ------ |
|                          | Nadine Jacquier  | DVD   | 908          | 52,33        | 22     | 4      |
|                          | Daniel DE CHIARA |       | 827          | 47,66        | 7      | 1      |
|                          |                  |       |              |              |        |        |
| Votes valides            |                  |       |              |              |        |        |
| Votes blancs             |                  |       |              |              |        |        |
| Votes nuls               |                  |       |              |              |        |        |
| Total                    | Total            | Total |              | 100          |        |        |
| Abstention               |                  |       |              |              |        |        |
| Inscrits / participation |                  |       |              |              |        |        |

### Viry
- Maire sortant : André Bonaventure (DVD)